# Closterium abruptum
Closterium abruptum  là một loài Song tinh tảo trong họ Desmidiaceae, thuộc chi Closterium.